# جنگ داخلی بیزانس ۱۳۲۱–۱۳۲۸
جنگ داخلی بیزانس ۱۳۲۱–۱۳۲۸ مجموعه ای از اختلافات و درگیری‌ها بین امپراتور بیزانس آندرونیکوس دوم پالایولوگوس و نوه او آندرونیکوس سوم پالیولوگوس در مورد کنترل امپراتوری بیزانس بود.
در سال ۱۳۲۰ آندرونیکوس سوم به صورت اتفاقی باعث مرگ برادر خود مانوئل پالایولوگوس شد، پس از این اتفاق پدر او میخائیل نهم امپراتور مشترک، و وارث یگانه امپراتوری در غم فرزندش درگذشت. پس از این اتفاق و اختلافات پیش آمده به دنبال آن آندرونیکوس دوم نوه خود را از وراثت برکنار و ترد کرد. آندرونیکوس سوم با حمایت دوستش ژان کانتاکوزنوس و نسل جوان اشراف، در یک جنگ هفت ساله علیه پدربزرگش جنگید و در نهایت در سال ۱۳۲۸ آندرونیکوس سوم با پیروزی وارد قسطنطنیه شد و آندرونیکوس دوم مجبور به کناره‌گیری شد. آندرونیکوس دوم در سال ۱۳۳۲ به عنوان راهب در قسطنطنیه درگذشت و در صومعه لیپس (مسجد فعلی فناری عیسی) به خاک سپرده شد.